# SourceForge
SourceForge – darmowy system zarządzania i kontroli projektów open source, skomercjalizowany również do closed-source license. Projekty udostępniane są w wersjach dla różnych systemów operacyjnych, najczęściej jednak dla Linuksa i Windowsa.
Główna strona projektu SourceForge.net służy programistom do wymiany informacji. Dostępne są również na niej kody źródłowe oraz pliki wykonywalne projektów. W chwili obecnej SourceForge.net jest najpopularniejszym światowym portalem rozwoju oprogramowania Open Source. Posiada ponad 1,8 mln zarejestrowanych użytkowników i ponad 180 tys. projektów. Witryna udostępnia największe repozytorium kodów źródłowych w Internecie. Posiada także bardzo szybkie serwery, co zwiększa popularność serwisu.
Najpopularniejszymi (najwięcej pobrań) programami powstałymi w ramach SourceForge są w kategoriach:
- grafiki komputerowej: pakiet dla systemu Windows programu GIMP
- aplikacji użytkowych: 7-Zip, Audacity, pakiet PortableApps.com
- wymiany plików: eMule, Azureus, Ares, BitTorrent, DC++, Shareaza.

SourceForge hostuje także takie popularne projekty, jak MediaWiki, Miranda, Pidgin, phpBB czy phpMyAdmin.
Właścicielem portalu SourceForge.net jest firma GeekNet (dawniej VA Software).

## Możliwości
Niezarejestrowany użytkownik ma możliwość wyszukiwania projektów oraz pobierania plików lub kodu źródłowego. Po rejestracji otrzymuje możliwość dołączenia do istniejącego projektu lub stworzenia nowego, co niesie ze sobą takie korzyści jak:
- Serwer SVN, Git i Mercurial
- Forum dyskusyjne
- System newsów
- Możliwość dodawania zrzutów ekranowych
- Hosting plików
- Łatwa instalacja skryptów takich jak MediaWiki, phpBB
- Miejsce na serwerze WWW
- Baza MySQL